# Vieux Jonc
Der Vieux Jonc ist ein Fluss in Frankreich, der im Département Ain in der Region Auvergne-Rhône-Alpes verläuft. Er entspringt dem See Étang Bernon, im Gemeindegebiet von Châtenay, in der seenreiche Naturlandschaft Dombes, entwässert generell Richtung Nordwest bis Nord und mündet nach rund 28 Kilometern an der Gemeindegrenze von Buellas und Montcet als linker Nebenfluss in die Irance.

## Orte am Fluss
- Châtenay
- Saint-Paul-de-Varax
- Saint-André-sur-Vieux-Jonc
- Buellas